# Stužka

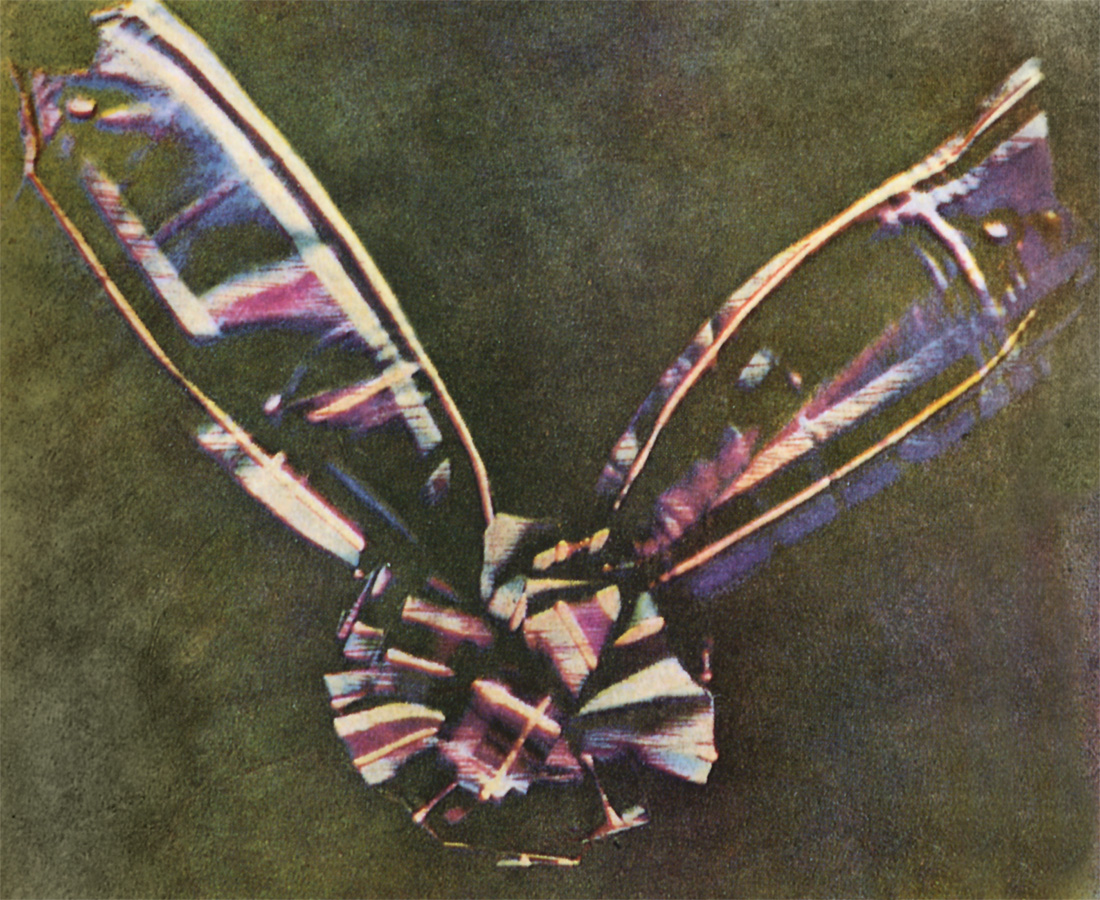
James Clerk Maxwell a Thomas Sutton: Tartanová stuha, 1861, první praktické barevné fotografické zobrazení

Stužka (Tartanová stuha; anglicky: The Tartan Ribbon) je první barevná fotografie.

## Historie
Fyzikální princip barevné fotografie poprvé předvedl James Clerk Maxwell v Londýně 17. května 1861. Bylo to během přednášky o vlastnostech barevného vidění v londýnském Royal Institution. Promítl na plátno současně tři černobílé snímky barevné stuhy přes červený, zelený a modrý filtr, které byly předtím nasnímány přes filtry stejných barev. Prokázal tak princip aditivního míchání barev. Ve skutečnosti však byla použitá exponovaná fotocitlivá emulze necitlivá na červenou barvu. Místo červené byla na snímku přes červený filtr exponována okem neviditelná ultrafialová část spektra.
V pravém smyslu slova demonstroval Maxwell na základě aditivního míchání barev pečlivě poskládané diapozitivní obrázky složené v jeden fotografický obraz. První spolehlivé barevné obrázky obsažené na fyzickém nosiči pořídil francouzský vynálezce Louis Ducos du Hauron a Charles Cros na konci 60. let 19. století. O barevnou fotografii se dále pokoušeli Alexandre Edmond Becquerel spolu s Niepcem de Saint-Victorem, ale nedokázali ji ještě trvale a spolehlivě ustálit. To se poprvé povedlo Gabrieli Lippmannovi v roce 1891.